# Vetiver
A vetiver (Chrysopogon zizanioides) a perjefélék családjába (Poaceae) tartozó indiai fűféle, más néven khus-khus, vagy indiai szövőfű. Indiában, Burmában és Srí Lankán (Ceylon) őshonos. Ma már a világ több részén termesztik, így például 1930-tól Haitin is a lakosság nehezen megszerzett mellékkeresetét jelenti.  A növény szárított rizómáiból (gyöktörzseiből) és gyökereiből (Vetiveriae radix) vízgőz-desztillációval nyerik ki az illóolajat, elég alacsony (1,5-3%-os) hatékonysággal, a friss földalatti részek desztillációja pedig még kisebb hozamú, csupán 1% körüli. Illóolaja sűrű, színe a borostyánsárgától a sötétbarnáig változhat. Illata fás, enyhén füstös, a nedves föld és az eső áztatta erdő szagát idézi. Hígítatlanul kellemetlen, erősen felhígítva viszont finommá válik, ezért a növényrészek ősi füstölőporok összetevői voltak, olaja pedig már több száz éve a parfümipar kedvelt alapanyaga.
Kísérletek történtek az 1980-as, 1990-es években a növénnyel a szélsőséges klímájú (száraz és esős évszak váltakozásnak kitett) területeken, elsőként a dél-indiai Dekkán-fennsíkon a talajerózió megakadályozására, ugyanis a vetivert 3 méterre is lenyúló gyökerei szilárdan megtartják a lejtőn, s így nem engedi a föld megcsúszását.

## Vetiver illóolaj

### Összetevői
Az illóolaj (Aetheroleum vetiveria), legfontosabb összetevői a vetiverolok és a vetivonok, mely vegyületek az illóolaj mintegy 70-75%-át teszik ki.

### Gyógyhatása
Ajánlják a szorongás, az izomfájdalmak, álmatlanság, depresszió, idegesség ellen és a reuma, ízületi gyulladás, köszvény kezelésére. Sebek és bőrbántalmak, izom- és ízületi fájdalmak ellen az illóolaj bőrápoló tulajdonságait, nyugtató, antimikrobiális és keringésfokozó hatásait használják ki, de masszázsolajok és gyógyfürdők, illetve rovarriasztó (repellens) szerek alkotórészeként is alkalmazzák. Jellemzői: izzadást kiváltó (diaphoreticum), stimuláló, menstruációt elősegítő (emmenagogum), gyomorerősítő, az emésztést elősegítő szer (stomachicum).

### Alkalmazása
Nyugtató hatású, izom- és ízületi fájdalmak, sportsérülések kezelése, kiváló bőrápoló tulajdonságai miatt a bőr vérkeringésének fokozására, bőrproblémák kozmetikai kezelésére. Gyakori illatszer komponens.

### Ellenjavallat
Kemoterápia esetén nem alkalmazható.

### Alkalmazási formái
Borogatás, bedörzsölés (masszázs), kozmetikai készítmények, szappanok, és más kozmetikai szereknek – „keleti parfümöknek” – is fontos alapanyaga. A gyökerekből gyékényszőnyeget is fonnak, amit megnedvesítve ablakra téve a szoba levegőjének illatosítására használnak.

## Jegyzetek

Galéria
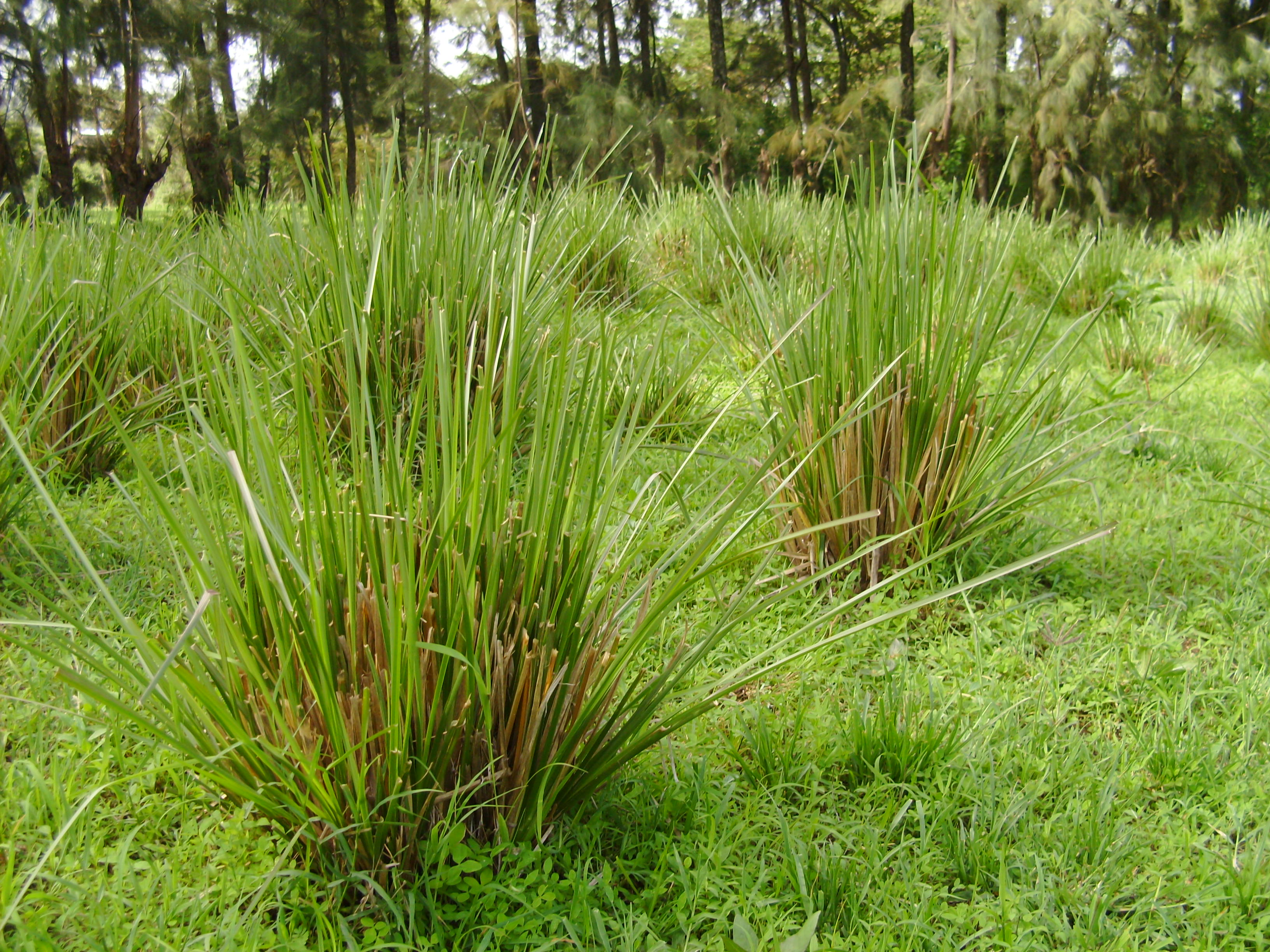
Vetiveria zizanioides fű Etiópiában
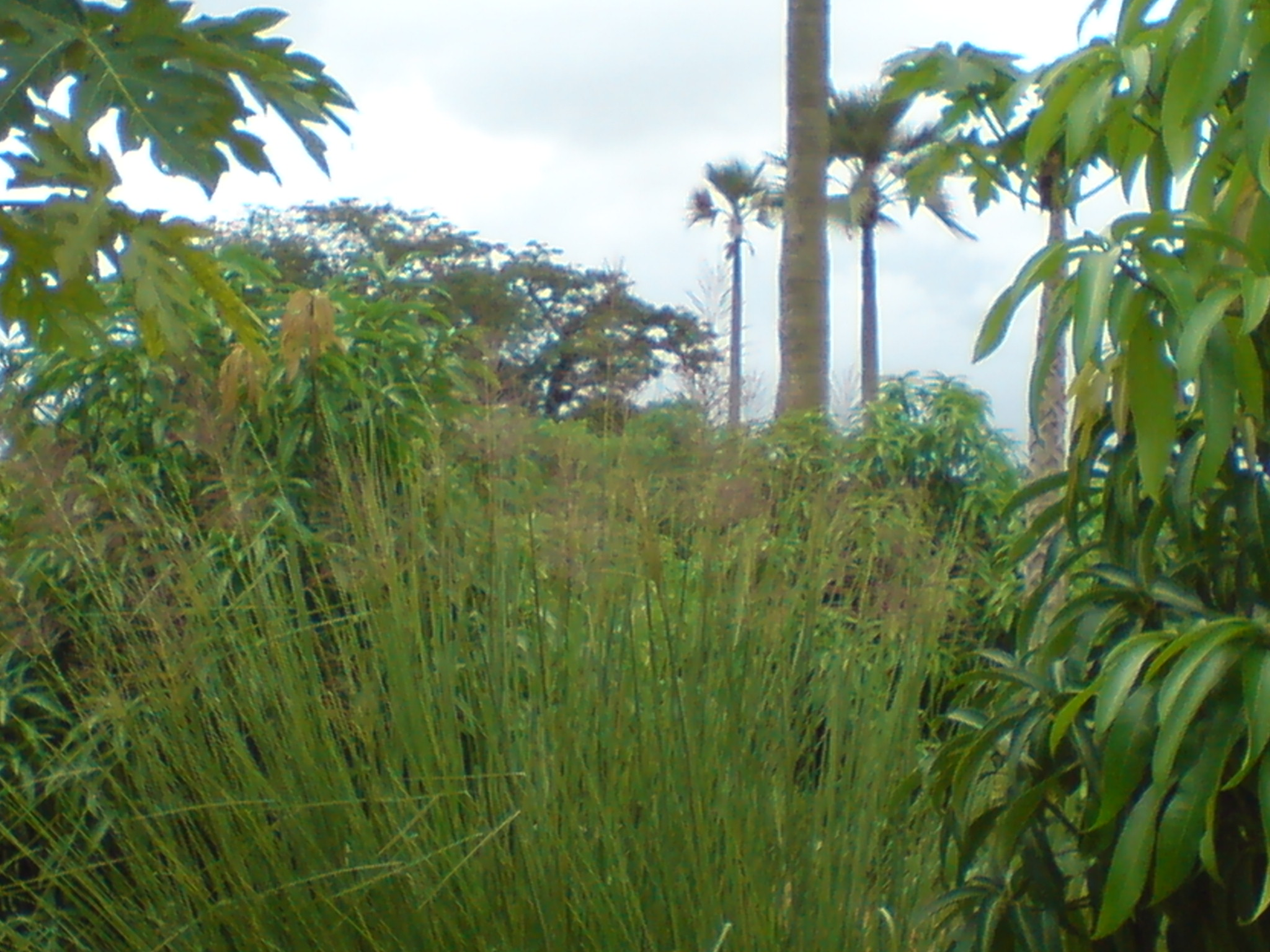
Vetiver fű Szenegálban
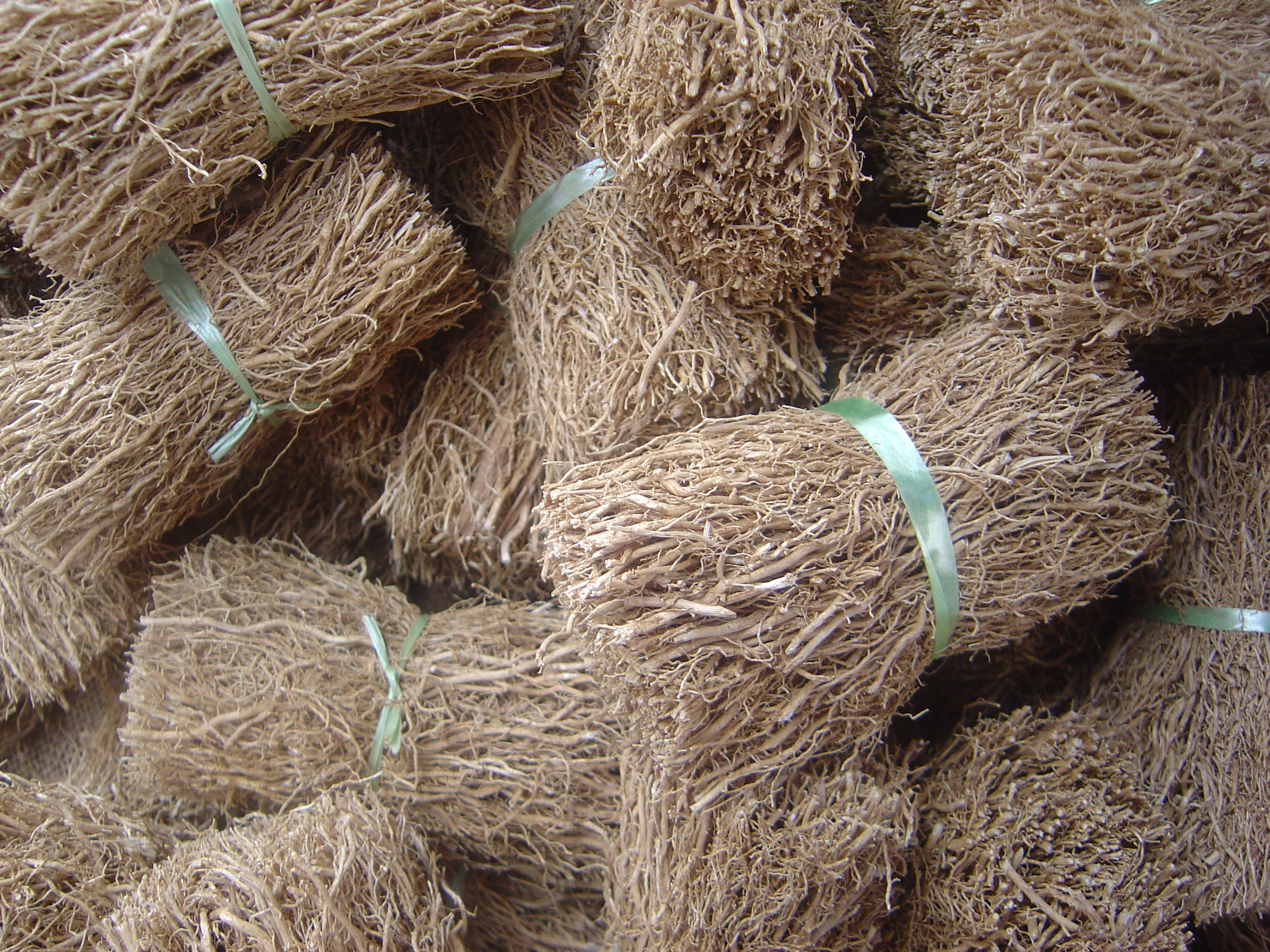
Vetiver gyökerek feldolgozásra készen
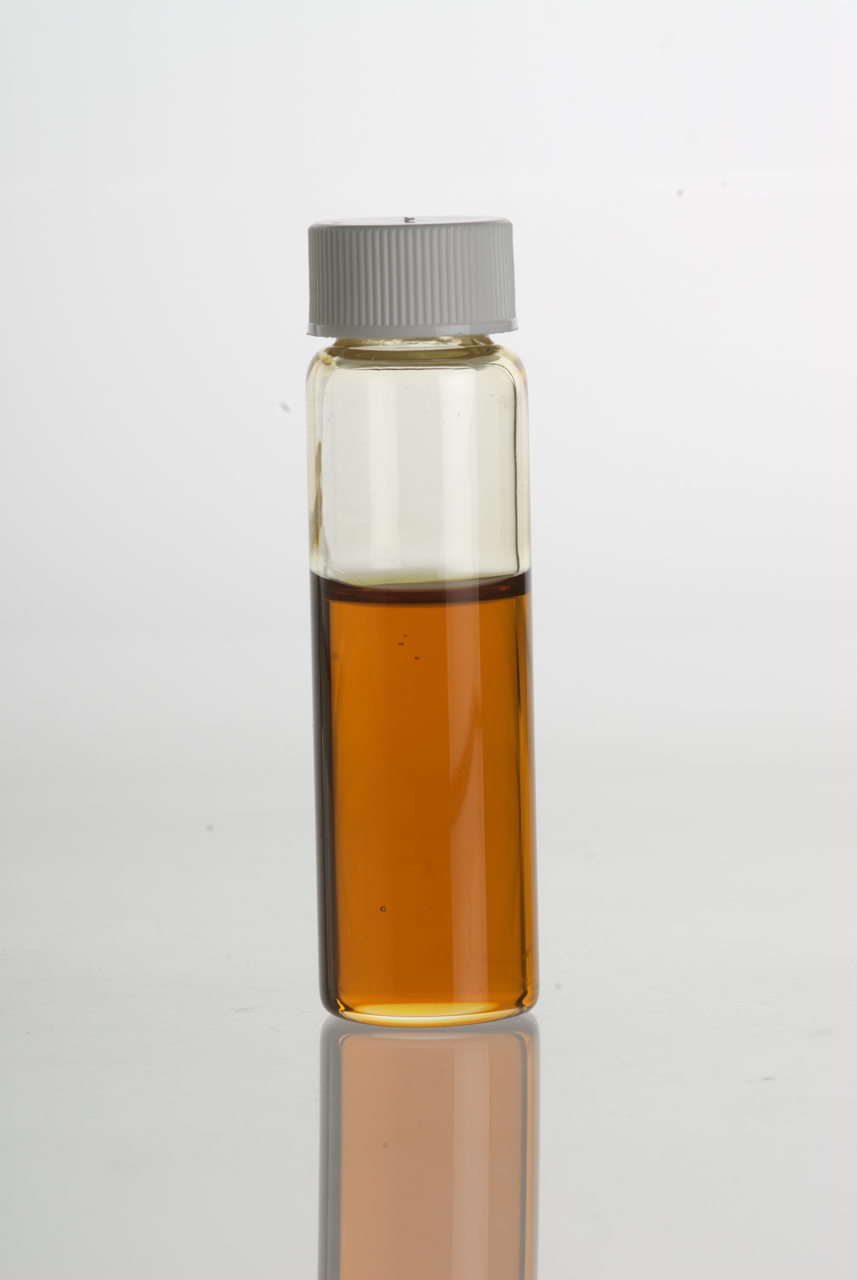
Vetiverolaj